# Spatel-berkkokermot
De spatel-berkkokermot (Coleophora milvipennis) is een vlinder uit de familie kokermotten (Coleophoridae). De wetenschappelijke naam is voor het eerst geldig gepubliceerd in 1839 door Zeller.
De soort komt voor in Europa.